# Liste des territoires hors MRC
Cette liste répertorie les territoires hors MRC au Québec.
| Nom                         | Localisation                                 | Population 2021 | Superficie terrestre (km2) | Densité (hab./km2) | Coordonnées                  |
| --------------------------- | -------------------------------------------- | --------------- | -------------------------- | ------------------ | ---------------------------- |
| Baie-D'Urfé                 | Agglomération de Montréal                    | 3 764           | 8                          | 470,5              | 45° 25′ 00″ N, 73° 55′ 00″ O |
| Beaconsfield                | Agglomération de Montréal                    | 19 277          | 24,5                       | 786,82             | 45° 26′ 00″ N, 73° 52′ 00″ O |
| Boucherville                | Agglomération de Longueuil                   | 41 743          | 81,1                       | 514,71             | 45° 36′ N, 73° 27′ O         |
| Brossard                    | Agglomération de Longueuil                   | 91 525          | 52,2                       | 1 753,35           | 45° 28′ 00″ N, 73° 27′ 00″ O |
| Chapais                     | Jamésie                                      | 1 468           | 62,4                       | 23,53              | 49° 46′ 55″ N, 74° 51′ 16″ O |
| Chibougamau                 | Jamésie                                      | 7 233           | 1 027,8                    | 7,04               | 49° 55′ 00″ N, 74° 22′ 00″ O |
| Côte-Saint-Luc              | Agglomération de Montréal                    | 34 504          | 6,95                       | 4 964,6            | 45° 28′ 00″ N, 73° 40′ 00″ O |
| Dollard-Des Ormeaux         | Agglomération de Montréal                    | 48 403          | 15,1                       | 3 205,5            | 45° 29′ 00″ N, 73° 49′ 00″ O |
| Dorval                      | Agglomération de Montréal                    | 19 302          | 29,1                       | 663,3              | 45° 27′ N, 73° 45′ O         |
| Eeyou Istchee Baie-James    | Jamesie                                      | 1 261           | 224 705,31                 | 0,01               | 52° N, 76° O                 |
| Grosse-Île                  | Communauté maritime des Îles-de-la-Madeleine | 464             | 96,6                       | 4,8                | 47° 37′ 00″ N, 61° 31′ 00″ O |
| Hampstead                   | Agglomération de Montréal                    | 7 037           | 1,8                        | 3 909,44           | 45° 29′ 00″ N, 73° 38′ 00″ O |
| Kirkland                    | Agglomération de Montréal                    | 19 413          | 9,6                        | 2 022,19           | 45° 27′ 00″ N, 73° 52′ 00″ O |
| L'Ancienne-Lorette          | Agglomération de Québec                      | 16 970          | 7,7                        | 2 203,9            | 46° 48′ N, 71° 21′ O         |
| L'Île-Dorval                | Agglomération de Montréal                    | 10              | 0,2                        | 50                 | 45° 25′ 56″ N, 73° 44′ 29″ O |
| La Bostonnais               | Agglomération de La Tuque                    | 556             | 289,3                      | 1,92               | 47° 31′ 00″ N, 72° 41′ 00″ O |
| La Tuque                    | Agglomération de La Tuque                    | 11 129          | 28 294,57                  | 0,39               | 47° 26′ 00″ N, 72° 47′ 00″ O |
| Lac-Édouard                 | Agglomération de La Tuque                    | 220             | 916,5                      | 0,24               | 47° 39′ 00″ N, 72° 16′ 00″ O |
| Laval                       | Laval                                        | 438 366         | 246,14                     | 1 780,96           | 45° 35′ 00″ N, 73° 45′ 00″ O |
| Lebel-sur-Quévillon         | Jamésie                                      | 2 091           | 42,6                       | 49,08              | 49° 03′ 00″ N, 76° 59′ 00″ O |
| Les Îles-de-la-Madeleine    | Communauté maritime des Îles-de-la-Madeleine | 12 190          | 33 704                     | 0,36               | 47° 23′ 00″ N, 61° 52′ 00″ O |
| Lévis                       | Chaudière-Appalaches                         | 149 683         | 497                        | 301,17             | 46° 48′ 00″ N, 71° 11′ 00″ O |
| Longueuil                   | Agglomération de Longueuil                   | 254 483         | 122,9                      | 2 070,65           | 45° 32′ 00″ N, 73° 31′ 00″ O |
| Matagami                    | Jamésie                                      | 1 402           | 65,1                       | 21,54              | 49° 45′ 00″ N, 77° 38′ 00″ O |
| Mirabel                     | Mirabel                                      | 61 108          | 486,8                      | 125,53             | 45° 39′ 00″ N, 74° 05′ 00″ O |
| Mont-Royal                  | Agglomération de Montréal                    | 20 953          | 7,46                       | 2 808,71           | 45° 30′ 58″ N, 73° 38′ 35″ O |
| Montréal                    | Agglomération de Montréal                    | 1,8 M           | 498                        | 3 540,06           | 45° 30′ 32″ N, 73° 33′ 42″ O |
| Montréal-Est                | Agglomération de Montréal                    | 4 394           | 14                         | 313,86             | 45° 38′ 00″ N, 73° 31′ 00″ O |
| Montréal-Ouest              | Agglomération de Montréal                    | 5 115           | 1,4                        | 3 653,57           | 45° 27′ 13″ N, 73° 38′ 50″ O |
| Notre-Dame-des-Anges        | Agglomération de Québec                      | 241             | 0,04                       | 6 025              | 46° 49′ 00″ N, 71° 14′ 00″ O |
| Pointe-Claire               | Agglomération de Montréal                    | 33 488          | 34,7                       | 965,07             | 45° 27′ 00″ N, 73° 49′ 00″ O |
| Québec                      | Agglomération de Québec                      | 549 459         | 485,18                     | 1 132,48           | 46° 48′ 58″ N, 71° 13′ 27″ O |
| Rouyn-Noranda               | Abitibi-Témiscamingue                        | 42 313          | 6 009,86                   | 7,04               | 48° 14′ 00″ N, 79° 01′ 00″ O |
| Saguenay                    | Saguenay–Lac-Saint-Jean                      | 144 723         | 1 136                      | 127,4              | 48° 25′ 00″ N, 71° 04′ 00″ O |
| Saint-Augustin-de-Desmaures | Agglomération de Québec                      | 19 907          | 105                        | 189,59             | 46° 44′ 35″ N, 71° 27′ 34″ O |
| Saint-Bruno-de-Montarville  | Agglomération de Longueuil                   | 26 273          | 43,3                       | 606,77             | 45° 32′ 00″ N, 73° 21′ 00″ O |
| Saint-Lambert               | Agglomération de Longueuil                   | 22 761          | 10,1                       | 2 253,56           | 45° 30′ 00″ N, 73° 31′ 00″ O |
| Sainte-Anne-de-Bellevue     | Agglomération de Montréal                    | 5 027           | 11,2                       | 448,84             | 45° 24′ 14″ N, 73° 57′ 09″ O |
| Senneville                  | Agglomération de Montréal                    | 951             | 18,6                       | 51,13              | 45° 25′ 00″ N, 73° 57′ 00″ O |
| Shawinigan                  | Mauricie                                     | 49 620          | 798,8                      | 62,12              | 46° 34′ 00″ N, 72° 45′ 00″ O |
| Sherbrooke                  | Estrie                                       | 172 950         | 367,1                      | 471,13             | 45° 24′ N, 71° 54′ O         |
| Trois-Rivières              | Mauricie                                     | 139 163         | 288,92                     | 481,67             | 46° 21′ N, 72° 33′ O         |
| Westmount                   | Agglomération de Montréal                    | 19 658          | 4                          | 4 914,5            | 45° 28′ 53″ N, 73° 36′ 02″ O |
|                             |                                              |                 |                            |                    |                              |